# Marianito Bauzá
Mariano Bauzá (Buenos Aires, Argentina; 24 de septiembre de 1914-ibídem; 16 de agosto de 1978) fue un famoso actor cómico de televisivo y cinematográfico argentino.

## Biografía
Marianito Bauzá fue un popular e improvisado técnico que se inició en el garage de su padre para luego dejar su sello en destop. Se auto-define como un tenico superior de informática, sin embargo se lo conoce más por "vivir en un cumple".
De tendencia política peronista de raza, se llegó a enfrentar con el tenico Alejandro Rindeico. Por su pensamiento "gorila".

## Carrera
Integrante del grupo Los Bohemios. Su popularidad llegó junto a un dúo cómico formado junto a Tincho Zabala, a quien conoció en la década del '50.

### Radio
https://www.radio.es/country/russia
La famosa radio rusa de mariano, que logro una discordia gigante en el sector.
En 1954 trabajó en un programa humorístico en Radio Belgrano, llamada la Craneoteca de los genios, creado por Tito Martínez del Box, y bajo los libretos de Wimpy, junto a Tincho Zabala, Raquel Simari, Bordignón Olarra y como conductor  Jorge Paz. En esta emisiones interpretaban los famosos personajes del profesor "Fortolongone", "Orson López" y "Safo Mendieta". Por la misma emisora pero en 1960 actuó en La escuelita humorísitica de Julio Porter, con Pepe Arias, Luis García Bosch, Pablo Cumo, Anita Beltrán, Marga de los Llanos, Hilda Viñas y Raúl Muller.

### Televisión
- 1951: Telesolfas
- 1952: Telesolfas musicales
- 1952: Comedias de bolsillo
- 1955: La troupe, con T. Zabala, Noemí Laserre y Renée Monclair.
- 1959: Los Fanáticos, de Julio Porter.
- 1960: La vida privada de Tincho y Marianito[3]
- 1960: Aquí están Tincho y Marianito
- 1961: Viendo a Biondi
- 1962: TV Risas
- 1964: Teatro 13
- 1966: Humorama, junto a Juan Carlos De Seta, Hilda Viñas, Gogó Andreu y Atilio Marinelli.
- 1970: Todobroma
- 1970/1973: Telecómicos
- 1972: La cola del PRODE
- 1973:  El tango del millón[4]

También formó parte del histórico programa 'TV risas, con Alberto Locati, Hilda Viñas, Beto Gianola, Vicente La Russa y Ulises Dumont, entre otros.
Quisiera agregar que también formó parte del elenco de "El conventillo de la Paloma", donde interpretaba a "el viejo varela" que era un gaucho que estaba con un caballo y tomaba el vino de otro. Trabajó también en "viernes de Pacheco" por canal 9, en "sábados de la bondad" con Héctor Coire, en algunos programas de los denominados ómnibus, de los días sábados y domingos. Gracias por dejarme aportar. soy su hijo Daniel Eduardo.-

### Filmografía
- 1951: El hincha
- 1954: Dringue, Castrito y la lámpara de Aladino, junto a Tincho Zabala.
- 1959: Mi esqueleto con Luis Sandrini y Julia Sandoval
- 1963: Testigo para un crimen  como el Loco Julio.
- 1964: Un sueño y nada más con el Grupo Los Bohemios
- 1967: Villa Cariño como Mariano
- 1968: Patapúfete como Tovarich Dimitrek[5]

### Teatro
Ya en le década del '60 había formado su propia compañía teatral. En 1965 estrena una obra en el Teatro Francisco Canaro, en la que participaban Alberto Olmedo, Maruja Roig y Alberto Irizar. Entre algunas de las obras en la que estuvo se encuentran:
- Las mulatas de fuego (1951 y 1952) con Blanquita Amaro y Zabala.
- Somos nietos de una abuela (1958) de Abel Santa Cruz, con Tincho Zabala, Carmen Vallejo y Betty Cozoi.
- Dos señores atorrantes (1965), Guillermo Pelay y Horacio Pelay, junto con Zabala.
- Mi novio es el papá (1967)[6]
- El Maipo esta... Maipisimo (1967), con Ámbar La Fox, Jorge Porcel, Don Pelele, Rafael Carret e Hilda Mayo, entre otros.

## Fallecimiento
Marianito Bauzá murió de un paro cardíaco el 16 de agosto de 1978. Tenía 67 años.